# La cantata del diablo
La Cantata del Diablo es el vigésimo sexto sencillo de la banda Mägo de Oz.
Está compuesto por:
orquesta sinfónica, coro, gaitas, flauta, violin, dos guitarras eléctricas, una guitarra acústica, bajo, batería, teclado y tres voces. Cada voz representa un personaje en la Trilogia Gaia, los cuales son: narrador, inquisidor, Azaak y Gaia, representados por: leo Jiménez, Víctor García, José Andrëa y Aurora Beltrán respectivamente en la versión original.  

## Historia
En esta canción se narra las últimas horas de Azaak, una azteca capturada en la conquista, condenada a morir en la hoguera por rehusarse a renunciar a su diosa, Gaia, y a bautizarse en nombre de Jesucristo. En esta historia intervienen los inquisidores, Azaak e incluso la madre Gaia (de la que tras esto, Azaak formaría parte, al igual que Alma Echegaray de la primera parte de la trilogía). Al final de esta canción, se lee El Salmo de los Desheredados (El Dios de los Tristes), que es una crítica directa a la Iglesia y al dios cristiano.[cita requerida]

## Lista de canciones
| N.º | Título                  | Duración |  |
| 1.  | «La Cantata del Diablo» | 21:18    |  |